# Circonscription d'Errachidia
La circonscription d'Errachidia est la circonscriptions législatives marocaines de la province d'Errachidia située en région Drâa-Tafilalet. Elle est représentée dans la Xe législature par Ammar Oudy, Addi Bouarfa, Mohamed Belhassan, Abdellah Hanaoui et Hamid Noughou.

## Historique des députations
| Législature | Début de mandat  | Fin de mandat    | Députés élus | Députés élus                 | Députés élus | Députés élus            | Députés élus | Députés élus            | Députés élus | Députés élus           | Députés élus | Députés élus              |
| ----------- | ---------------- | ---------------- | ------------ | ---------------------------- | ------------ | ----------------------- | ------------ | ----------------------- | ------------ | ---------------------- | ------------ | ------------------------- |
| IXe         | 26 novembre 2011 | 7 octobre 2016   |              | Omar Zaim (PPS)              |              | Mustapha El Omari (RNI) |              | Mohamed Laaraki (PJD)   |              | Abdellah Sarhiri (PJD) |              | El Mehdi El Alaoui (USFP) |
| Xe          | 8 octobre 2016   | 8 septembre 2021 |              | Mohamed Belhassan (PI)       |              | Mustapha El Omari (RNI) |              | Addi Bouarfa (PAM)      |              | Abdellah Hanaoui (PJD) |              | Ammar Oudy (PGV)          |
| XIe         | 9 septembre 2021 | ?                |              | Moulay Hassan Benlefkih (PI) |              | Omar Oujil (RNI)        |              | Abdallah El Omari (PAM) |              | Hamid Noughou (MDS)    |              | El Mehdi El Alaoui (USFP) |

## Historique des élections

### Élections de 2016
| Parti       | Parti                                                       | Voix    | %      | Député(s) élus    |  |
| ----------- | ----------------------------------------------------------- | ------- | ------ | ----------------- |  |
|             | Parti de la justice et du développement (PJD)               | 26 525  | 26,56  | Abdellah Hanaoui  |  |
|             | Parti authenticité et modernité (PAM)                       | 15 744  | 15,93  | Addi Bouarfa      |  |
|             | Parti de l'Istiqlal (PI)                                    | 15 129  | 15,31  | Mohamed El Hafed  |  |
|             | Rassemblement national des indépendants (RNI)               | 9 251   | 9,36   | Mustapha El Omari |  |
|             | Parti de la gauche verte (PGV)                              | 8 577   | 8,68   | Ammar Oudy        |  |
|             | Union socialiste des forces populaires (USFP)               | 7 233   | 7,32   |                   |  |
|             | Parti du progrès et du socialisme (PPS)                     | 6 393   | 6,47   |                   |  |
|             | Mouvement populaire (MP)                                    | 2 540   | 2,57   |                   |  |
|             | Fédération de la gauche démocratique (FGD)                  | 1 968   | 1,99   |                   |  |
|             | Union constitutionnelle (UC)                                | 1 852   | 1,87   |                   |  |
|             | Parti de la renaissance et de la vertu (PRV)                | 1 472   | 1,49   |                   |  |
|             | Parti Al Ahd Addimocrati (AHD)                              | 687     | 0,69   |                   |  |
|             | Parti des Néo-Démocrates (PND)                              | 591     | 0,60   |                   |  |
|             | Mouvement démocratique et social (MDS)                      | 350     | 0,35   |                   |  |
|             | Parti de l'environnement et du développement durable (PEDD) | 241     | 0,24   |                   |  |
|             | Front des forces démocratiques (FFD)                        | 232     | 0,23   |                   |  |
|             | Parti de l'Espoir (PE)                                      | 208     | 0,21   |                   |  |
|             | Parti démocratique de l'indépendance (PDI)                  | 128     | 0,13   |                   |  |
|             |                                                             |         |        |                   |  |
| Inscrits    | Inscrits                                                    | 188 910 | 100,00 |                   |  |
| Abstentions | Abstentions                                                 | 89 789  | 47,53  |                   |  |
| Exprimés    | Exprimés                                                    | 99 121  | 52,47  |                   |  |

### Élections de 2021
| Parti       | Parti                                                       | Voix    | %      | Députés élus            |  |
| ----------- | ----------------------------------------------------------- | ------- | ------ | ----------------------- |  |
|             | Rassemblement national des indépendants (RNI)               | 24 927  | 21,89  | Omar Oujil              |  |
|             | Parti de l'Istiqlal (PI)                                    | 16 014  | 14,06  | Moulay Hassan Benlefkih |  |
|             | Parti authenticité et modernité (PAM)                       | 14 596  | 12,82  | Abdallah El Omari       |  |
|             | Mouvement démocratique et social (MDS)                      | 13 100  | 11,50  | Hamid Noughou           |  |
|             | Union socialiste des forces populaires (USFP)               | 11 651  | 10,23  | El Mehdi El Alaoui      |  |
|             | Parti de la justice et du développement (PJD)               | 9 747   | 8,56   |                         |  |
|             | Mouvement populaire (MP)                                    | 6 809   | 5,98   |                         |  |
|             | Union constitutionnelle (UC)                                | 6 538   | 5,74   |                         |  |
|             | Parti du progrès et du socialisme (PPS)                     | 6 401   | 5,62   |                         |  |
|             | Front des forces démocratiques (FFD)                        | 2 104   | 1,85   |                         |  |
|             | Parti socialiste unifié (PSU)                               | 643     | 0,56   |                         |  |
|             | Parti travailliste (PT)                                     | 471     | 0,41   |                         |  |
|             | Parti de la réforme et du développement (PRD)               | 390     | 0,34   |                         |  |
|             | Parti de l'environnement et du développement durable (PEDD) | 233     | 0,20   |                         |  |
|             | Parti vert marocain (PVM)                                   | 141     | 0,12   |                         |  |
|             | Parti démocratique de l'indépendance (PDI)                  | 114     | 0,10   |                         |  |
|             |                                                             |         |        |                         |  |
| Inscrits    | Inscrits                                                    | 194 002 | 100,00 |                         |  |
| Abstentions | Abstentions                                                 | 80 123  | 41,30  |                         |  |
| Exprimés    | Exprimés                                                    | 113 879 | 58,70  |                         |  |